# Bethania (Karolina Północna)
Bethania – miasto w Stanach Zjednoczonych, w stanie Karolina Północna, w hrabstwie Forsyth.